# Justicia Democrática
Justicia Democrática fue una asociación de jueces, fiscales y secretarios judiciales de España, que se dio a conocer en 1971 de forma anónima y clandestina durante la dictadura franquista. Agrupaba a los miembros de la judicatura de creencias democráticas (una minoría frente al aplastante sesgo conservador del resto) y tenía como objetivos implantar el estado de derecho en España y democratizar las estructuras de la administración de justicia.

## Fundación
La organización tuvo sus orígenes en Barcelona en 1971, pero puede afirmarse que se constituyó  formalmente en 1972, en casa del magistrado madrileño Clemente Auger, en una reunión a la que acudieron juristas como Jesús Chamorro, Jesús Bernal Valls, Luis Burón,  Carlos De la Vega Benayas, Eduardo Jauralde, Fernando Jiménez Lablanca, Julián Serrano Puértolas, José María Mena Álvarez, Carlos Jiménez Villarejo, Antonio Carretero, Cesáreo Rodríguez Aguilera, Fernando Ledesma, José Antonio Martín Pallín, Juan José Martínez Zato y Manuel Peris Gómez. 
Más tarde se incorporaron jueces más jóvenes como Perfecto Andrés Ibañez, Cándido Conde-Pumpido, Juan Alberto Belloch o M.ª Teresa Fernández de la Vega. Así como magistrados relevantes de otras Audiencias Territoriales, como Plácido Fernández Viagas y Antonio Gil Merino en Andalucía, Claudio Movilla y Remigio Conde en Galicia, Félix Rodríguez García en Asturias o Pascual Sala y Gonzalo Moliner en Valencia.

## Documentos publicados
En su informe de 1973, dos años antes de la muerte del dictador Francisco Franco, denunció que «la tortura se sigue empleando, aunque es difícil determinar su frecuencia y hay muchos interesados en que no se determine. En particular en la llamada lucha contra la subversión». En el mismo informe Justicia Democrática señalaba los obstáculos prácticamente insalvables a los que se enfrentaban los jueces y fiscales que querían detener a sus responsables, como le ocurrió al fiscal de Barcelona y miembro de Justicia Democrática Carlos Jiménez Villarejo que no pudo procesar al jefe de la Brigada Político Social (BPS) de Manresa y pagó su osadía con su traslado a Huesca.

Sí, la tortura persiste; los jueces lo sabemos, pero no hemos podido cortarla ni castigar a sus culpables. En gran parte porque las leyes de atribuciones jurisdiccionales a la justicia militar o juzgados y tribunales especiales nos han mantenido apartados de los procesos «calientes», y en parte también porque los que han intentado luchar contra la tortura en casos concretos se han visto bloqueados por la misma jerarquía judicial.

Durante la mayor parte de su existencia su actividad fue clandestina. Su primer y único Congreso se celebró en enero de 1977 en Madrid, todavía ilegal, a pesar de que se había aprobado la Ley para la Reforma Política, y en el verano de ese año se celebrarían las primeras elecciones democráticas. Llegó a aglutinar a unos doscientos miembros, aproximadamente el diez por ciento de las plantillas de jueces, fiscales y secretarios judiciales de aquel momento. Fue miembro de la Junta Democrática de España y fundadora de Coordinación Democrática.

## Disolución
Se disolvió tras la aprobación de la Constitución de 1978. Le sucedieron Jueces para la Democracia y la Unión Progresista de Fiscales.